# 菲德爾奧利瓦斯埃斯庫德羅區
菲德爾奧利瓦斯埃斯庫德羅區（西班牙語：Distrito de Fidel OIivas Escudero），是秘魯的一個區，位於該國北部安卡什大區的馬里斯卡爾盧蘇里加省，始建於1960年5月5日，面積204.82平方公里，海拔高度2,650米，2005年人口2,242，人口密度為每平方公里11人。